# Avanguardia ucraina

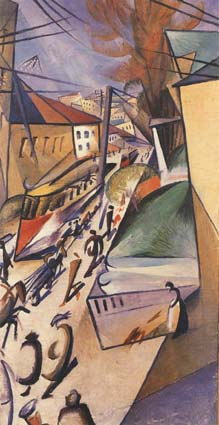
Tram, Oleksandr Bohomazov, 1914

Avanguardia ucraina è un termine ampiamente utilizzato per riferirsi alle metamorfosi più innovative nell'arte ucraina dalla fine degli anni '90 dell'Ottocento alla metà degli anni '30 insieme agli artisti associati. In generale, è arte ucraina sincronizzata con le avanguardie internazionali in scultura, pittura, letteratura, cinema, teatro, scenografia, grafica, musica, architettura. Alcuni noti artisti d'avanguardia ucraini includono: Kazimir Malevič, Oleksandr Archypenko, Vladimir Tatlin, Sonia Delaunay, Vasyl' Jermylov, Oleksandr Bohomazov, Aleksandra Ekster, Davyd Burljuk, Vadym Meller e Anatol Petrytsky. Tutti erano strettamente collegati alle città ucraine di Kyiv, Charkiv, Leopoli e Odessa per nascita, istruzione, lingua, tradizioni nazionali o identità. Il primo gruppo artistico formale a chiamarsi "Avangarde" (Avanguardia) è stato fondato a Charkiv nel 1925. Il termine "Avanguardia ucraina", riguardante la pittura e la scultura durante la censura sovietica, è stato utilizzato durante la discussione alla mostra dei sogni di Tatlin. Curata dallo storico dell'arte parigino Andréi Nakov, a Londra nel 1973, la mostra esponeva le opere degli artisti ucraini Vasyl' Jermylov e Oleksandr Bohomazov. Le prime mostre internazionali di avanguardia in Ucraina, che includevano artisti francesi, italiani, ucraini e russi, sono state presentate a Odessa e Kyiv al Salon Izdebsky; i pezzi furono successivamente esposti a San Pietroburgo e Riga. La copertina di "Izdebsky Salon 2" (1910–11) conteneva opere astratte di Vasilij Kandinskij.

## Cronologia

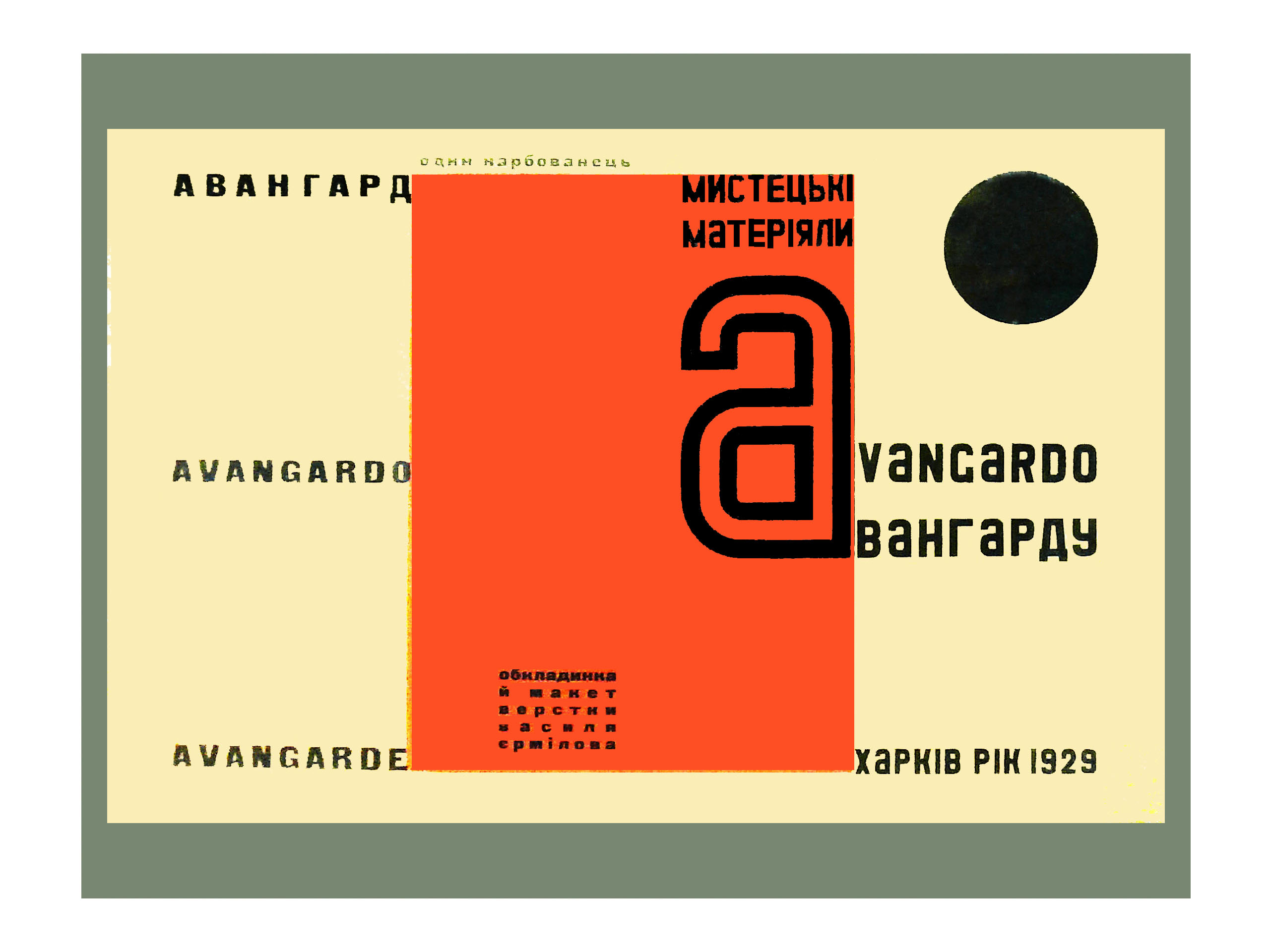
Copertina di Vasyl Yermylov della rivista "Avangarde", 1929

- 1908: Mostra "Zveno" a Kyiv; opere di Alexandra Exter, Davyd Burljuk, Volodymyr Burljuk, Evgenij Agafonov e Volodymyr Denisov.
- 1909: "Blue Lily" a Charkiv; opere di Evgenij Agafonov, Maria Sinyakova e Vasyl' Jermylov.
- 1910: Mostra "Salon Izdebskij 2" a Odessa e Kyiv; opere di Aleksandra Ekster, Davyd e Volodymyr Burljuk e Vasilij Kandinskij, insieme a pezzi di Pierre Bonnard, Georges Braque, M. Vlamink, M. Deni, Henri Matisse, Henri Rousseau e Paul Signac.[6]
- 1910: "Hylaea", un'associazione ucraino-russa di poeti futuristi, viene fondata a Chorniaka, nella regione di Kahovsky, nel sud dell'Ucraina. I membri includono Davyd e Volodymyr Burljuk, V. Kamensky, Benedikt Livshits, Vladimir Majakovskij, Velimir Chlebnikov e altri.
- 1913: Mychajlo Semenko fonda a Kyiv il gruppo futurista ucraino "Quero".
- 1914: Aleksandra Ekster: insieme ai suoi connazionali Archipenko, Vladimir Baranov-Rossiné, Kazimir Malevič, Vadym Meller e i fratelli Burljuk, espone alla Société des Artistes Indépendants di Parigi e, insieme ad Oleksandr Archypenko, partecipa all'Esposizione Libera Futurista Internazionale a Roma.[7]
- 1914: Aleksandra Ekster e Alexander Bogomazov fondano il gruppo di artisti cubo-futuristi chiamato "Koltso" ("anello") a Kyiv.
- 1917: Viene fondato a Charkiv il gruppo artistico "Unione di sette"; i membri includevano Boris Kosarev, Georgy Tsapok, Volodymyr Bobrytsky e Nikolai Kalmykov.
- 1924: Kyiv Art Institute (KHI); i membri includevano Oleksandr Bohomazov, Vadym Meller, Victor Palmov, Kazimir Malevič e Volodymyr Tatlin .
- 1925: Associazione artistica e rivista "Avangarde" a Kharkiv, fondata da Valerian Polishchuk e Vasyl' Jermylov.
- 1925: Associazione di Arte Rivoluzionaria dell'Ucraina (ARMU) fondata a Kyiv; i membri includono Mychajlo L'vovyč Bojčuk, Oleksandr Bohomazov, Victor Palmov, Vasyl' Jermylov e Vadym Meller.
- 1927: Viene fondata a Kyiv l'Unione degli artisti moderni dell'Ucraina (OSMU); sono coinvolti Victor Palmov, Anatol Petrytsky e Pavel Golubyitnikov.
- 1927: L'associazione artistica e la rivista "Nuova Generazione" viene fondata a Charkiv da Mychajlo Semenko, Nina Genke-Meller, Vadym Meller, Anatol Petrytsky e Geo Shkarupii.

## Figure principali

### Cinema
- Aleksandr Dovženko

### Pittori
- Evgenij Agafonov
- Oleksandr Bohomazov
- Aleksandra Ekster
- Mychajlo Bojčuk
- Volodymyr Burljuk
- Davyd Burljuk
- Sonia Delaunay
- Oleksandr Hnylytskyi
- Kazimir Malevič
- Vadym Meller
- Victor Palmov
- Oksana Pavlenko
- Vasilij Sedljar
- Maria Sinjakova
- Vladimir Tatlin
- Vasyl' Jermylov
- Kostjantyn Piskorskyi

### Scultori
- Oleksandr Archypenko
- Ivan Kavaleridze

### Drammaturghi
- Les Kurbas

### Scenografi
- Mychajlo Andrijenko-Nechytailo
- Vadym Meller

### Scrittori
- Valerian Poliščuk
- Mychajlo Semenko